# Andy LeRoy
Andy LeRoy (Steamboat Springs, 24 giugno 1975) è un allenatore di sci alpino ed ex sciatore alpino statunitense.

## Biografia

### Carriera sciistica
LeRoy, slalomista puro, debuttò in campo internazionale in occasione dei Mondiali juniores di Monte Campione/Colere 1993. Esordì in Coppa del Mondo il 24 novembre 1996 a Park City, senza completare la prova; anche ai XVIII Giochi olimpici invernali di Nagano 1998, sua unica presenza olimpica, non completò la gara. In Nor-Am Cup nella in stagione 1998-1999 conquistò tre podi, tra i quali l'ultima vittoria, il 28 novembre a Park City, e l'ultimo podio nel circuito, il 3 aprile a Mount Bachelor (2º), e vinse la classifica di specialità; prese per l'ultima volta il via in Coppa del Mondo il 23 novembre 1999 a Vail/Beaver Creek, senza completare la prova (non ottenne piazzamenti in nessuna delle 8 gare nel massimo circuito cui prese parte) e si ritirò durante la stagione 2001-2002: la sua ultima gara fu uno slalom speciale universitario disputato il 9 febbraio a Santa Fe. Non prese parte a rassegne iridate.

### Carriera da allenatore
Dopo il ritiro divenne allenatore presso lo Steamboat Springs WSC e, dal 2006, presso l'Università del Colorado.

## Palmarès

### Nor-Am Cup
- Miglior piazzamento in classifica generale: 12º nel 1999
- Vincitore della classifica di slalom speciale nel 1999
- 7 podi (dati dalla stagione 1994-1995):
  - 4 vittorie
  - 3 secondi posti

#### Nor-Am Cup - vittorie
| Data             | Località     | Paese       | Specialità |
| ---------------- | ------------ | ----------- | ---------- |
| 30 gennaio 1997  | Collingwood  | Canada      | SL         |
| 19 dicembre 1997 | Sunday River | Stati Uniti | SL         |
| 20 dicembre 1997 | Sunday River | Stati Uniti | SL         |
| 28 novembre 1998 | Park City    | Stati Uniti | SL         |

Legenda:

SL = slalom speciale

### Australia New Zealand Cup
- Miglior piazzamento in classifica generale: 12º nel 1999
- Vincitore della classifica di slalom speciale nel 1999
- 1 podio (dati dalla stagione 1994-1995):
  - 1 secondo posto

### Campionati statunitensi
- 1 medaglia:
  - 1 argento (slalom speciale nel 1998)